# Арсенал-Київщина
«Арсена́л-Київщина» — колишній український футбольний клуб з міста Білої Церкви Київської області. Виступав у першій та другій лізі чемпіонату України. Утворений у 2005 році. До 2013 року мав назву «Арсенал».

## Історія
У прем'єрному для себе 2005 році колектив заявився на першість столичної області серед КФК і зразу здобув перше місце. Наступний 2006 рік став роком дебюту «червоно-білих» як професіонального футбольного клубу другої української ліги. Перший матч на професійному рівні провів 29 липня 2007 року. На виїзді були обіграні львівські «Карпати-2» 1:0 . Автором першого гола в історії «Арсеналу» в чемпіонатах України став Володимир Ординський. За словами засновника і тодішнього президента «Арсеналу» Юрія Горобця, ніщо не стане на заваді амбіційним планам білоцерківського клубу та його спрямуванні до підвищення у класі. І дійсно, лише два сезони знадобилося «канонірам», аби вийти до першої ліги. У сезоні 2008/09 років білоцерківчани посіли другу сходинку турнірного п'єдесталу групи «А». А в перехідному поєдинку за право виступати у першому дивізіоні, що відбувся 12 липня 2009 року на центральному черкаському стадіоні, підопічні Ігоря Артимовича, котрий очолив білоцерківців наприкінці першого кола, з мінімальним рахунком 1:0 обіграли ФК «Полтава». Гол до свого активу записав тодішній лідер «канонірів» Костянтин Деревльов.
У сезоні 2010/11 рр. «каноніри» також зайняли дев'яту сходинку на турнірному п'єдесталі. Однак цього разу білоцерківські вболівальники залишилися дещо незадоволеними виступом команди, адже очікували від своїх улюбленців дещо більшого.
Та вже наступної першості (2011/12) «каноніри» посіли четверте місце, що до сьогодні є найкращим результатом виступів команди на професійному рівні. Напередодні старту сезону 2012/13 років білоцерківські вболівальники плекали надію що їхні улюбленці покращать показники попередньої першості, і, взагалі вийдуть до елітного дивізіону… Проте вийшло все з точністю до навпаки. У перших матчах того чемпіонату підопічні Ігоря Артимовича демонстрували яскравий футбол, та згодом, після декількох поразок поспіль, команда ніби потрапила до психологічної прірви, виходу з якої досить довго не могли знайти. І після низки програних матчів Ігор Артимович звільнився з посади головного тренера. Проте найтяжчі випробування були ще попереду. За деякий час після звільнення наставника, від фінансування колективу відмовляється засновник «Арсеналу» Юрій Горобець. Незабаром багато хто з лідерів «канонірів» у пошуках кращого, залишили розташування білоцерківської команди. Клуб взагалі міг припинити своє існування, однак на допомогу, підключивши до фінансування бізнесменів столичної області, прийшла Київська обласна Федерація футболу. Як не як догравши перше коло, команда пішла у відпустку.
Під час зимового міжсезоння у «канонірів» з'являється новий головний тренер. Ним став знаний в Україні футбольний фахівець Олег Лутков. Здавалося б, справи у команді повинні покращитися, але відсутність належного фінансування давалася взнаки. Як наслідок Олег Лутков, а з ним і чимала група провідних футболістів залишає «Арсенал» і обов'язки «коуча» приймає на себе Євген Фещенко, що входив до тренерського штабу Олега Луткова. На фоні безгрошів'я «Арсенал» програє ледь не всі матчі другого кола і, зайнявши останній рядок турнірної таблиці вилітає до другої ліги.
А під час літнього антракту вже йшлося навіть про те, що у новій першості Біла Церква та Київська область можуть взагалі залишитись без професіонального футболу. Та на допомогу «Арсеналу» прийшов Олександр Синьоокий, який до цього опікувався аматорським колективом ФК «Володарка». Спільними зусиллями Олександра Вікторовича  та Київської обласної Федерації футболу клуб не лише вдалося зберегти, але й залишити у Білій Церкві. У порівнянні з попереднім сезоном відбулися суттєві зміни. По-перше нову першість команда розпочала з дещо видозміненою назвою. Через те що одним із засновників клубу виступила Київська обласна Федерація футболу, до назви клубу «Арсенал» було додано назву регіону, в якому вона виступає. Таким чином на футбольній мапі України з'явився ПФК «Арсенал-Київщина». Саму ж команду очолив Вадим Мандрієвський.
Новий колектив фахівців ставить за мету запровадити нові управлінські підходи та стандарти в організації роботи клубу. Значна увага приділяється розвитку дитячо-юнацької школи (нею опікується засновник «Арсеналу» Юрій Горобець) вихованці якої з часом мають поповнити лави першої команди. По-третє, повністю оновився склад команди. У заявці на сезон 2013/14 рр. з'явилися група білоцерківських вихованців, а також перспективна молодь з київського та інших регіонів.
Сезон у другій лізі для оновленого білоцерківського колективу виявися у турнірному плані не вельми вдалим, адже «каноніри» посіли п'ятнадцяте місце з-поміж 19 команд (після завершення першого кола Вадима Мандрієвського на тренерському містку змінив Євген Фещенко). Але вже у середині першого кола сезону 2014—2015 рр. у тренерському штабі ПФК «Арсенал-Київщина» знову відбулися пертурбації. Замість Євгена Фещенка команду очолив Микола Литвин, який до того обіймав посаду спортивного директора білоцерківського клубу.
Команді було відмовлено у видачі атестату Другої ліги на сезон 2018—2019, внаслідок чого «Арсенал-Київщину» було розформовано.

## Виступи у першості та Кубку України
| Сезон   | Ліга           | Місце   | І  | В  | Н  | П  | ГЗ | ГП | О  | Кубок України  | Примітки        |
| ------- | -------------- | ------- | -- | -- | -- | -- | -- | -- | -- | -------------- | --------------- |
| 2007/08 | Друга ліга     | 7       | 30 | 13 | 7  | 10 | 28 | 31 | 46 | Не брав участі |                 |
| 2008/09 | Друга ліга     | 2       | 32 | 21 | 4  | 7  | 51 | 31 | 67 | 1/32 фіналу    | Підвищення      |
| 2009/10 | Перша ліга     | 9       | 34 | 12 | 10 | 12 | 48 | 44 | 46 | 1/32 фіналу    |                 |
| 2010/11 | Перша ліга     | 9       | 34 | 15 | 6  | 13 | 42 | 43 | 51 | 1/16 фіналу    |                 |
| 2011/12 | Перша ліга     | 4       | 34 | 18 | 8  | 8  | 51 | 39 | 62 | 1/16 фіналу    |                 |
| 2012/13 | Перша ліга     | 18      | 34 | 5  | 5  | 24 | 26 | 76 | 20 | 1/32 фіналу    | Пониження       |
| 2013/14 | Друга ліга     | 15      | 36 | 9  | 7  | 20 | 27 | 57 | 34 | 1/32 фіналу    |                 |
| 2014/15 | Друга ліга     | 9       | 27 | 6  | 2  | 19 | 14 | 40 | 20 | 1/32 фіналу    |                 |
| 2015/16 | Друга ліга     | 13      | 26 | 5  | 2  | 19 | 24 | 56 | 17 | 1/32 фіналу    |                 |
| 2016/17 | Друга ліга     | 15      | 32 | 7  | 4  | 21 | 29 | 82 | 25 | 1/64 фіналу    |                 |
| 2017/18 | Друга ліга «А» | 10 з 10 | 27 | 4  | 1  | 22 | 18 | 62 | 13 | 1/64 фіналу    | припинив участь |